# ヘンリー・ドーネイ (第3代ダウン子爵)

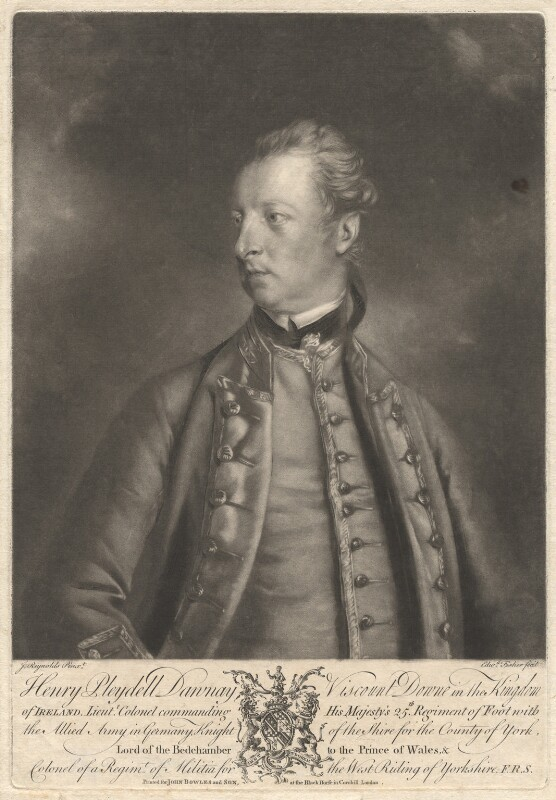
第3代ダウン子爵の肖像画。ジョシュア・レノルズの作品に基づくエングレービング。

第3代ダウン子爵ヘンリー・プレイデル・ドーネイ（英語: Henry Pleydell Dawnay, 3rd Viscount Downe FRS、1727年4月8日 – 1760年12月26日）は、グレートブリテン王国の政治家、アイルランド貴族。1750年から1760年まで庶民院議員を務めた。

## 生涯
ジョン・ドーネイ閣下（1740年8月12日没、第2代ダウン子爵ヘンリー・ドーネイの息子）と妻シャーロット・ルイーザ（Charlotte Louisa、旧姓プレイデル（Pleydell）、ロバート・プレイデルの娘）の息子として、1727年4月8日に生まれた。1741年5月に父方の祖父が死去すると、ダウン子爵位を継承した。1742年よりイートン・カレッジで教育を受けた後、1745年3月22日にオックスフォード大学クライスト・チャーチに入学した。
1750年にトーリー党の第4代準男爵サー・マイルズ・ステイプルトン（ヨークシャー選挙区選出の庶民院議員）が与党ホイッグ党に回って官職に就任すると、ステイプルトンはその後任としてダウン子爵を推薦した。首相ヘンリー・ペラムは賛成したが、現地ホイッグ党員の動向をつかめなかったため、ステイプルトンの推薦をヨークシャーにおけるホイッグ党の指導者である初代ロッキンガム侯爵トマス・ワトソン＝ウェントワースに回した。ロッキンガム侯爵はヨークで会合を開いて現地ホイッグ党員の同意を得て、ダウン子爵は同年4月の補欠選挙で無投票で当選した。
1750年12月6日、王立協会フェローに選出された。1751年より王太子ジョージの寝室侍従を務め、以降1760年10月25日に王太子がジョージ3世として国王に即位するまで務めた。寝室侍従への任命により庶民院議員の資格喪失になるかについて1751年5月に庶民院で議論されたが、結果的にはダウン子爵が議員を留任した。
1754年イギリス総選挙を控えた1753年7月、父から影響力を引き継いだ第2代ロッキンガム侯爵チャールズ・ワトソン＝ウェントワースは友人第8代準男爵サー・ジョージ・サヴィルを候補者に指名しようとした。首相ペラムは現職議員への支持を表明、その兄にあたる初代ニューカッスル公爵トマス・ペラム＝ホリスは「全員選べたらよかった」（I wish they could all be chose）と明言を避けた。1753年7月16日にヨークで行われた会合は貴族8名を含む大規模な会合になったが、サヴィルの出馬反対という雰囲気だったためサヴィルは立候補辞退に同意、第4代ホルダーネス伯爵ロバート・ダーシーは次に空席が生じたときにサヴィルを支持すると約束した。そのため、ダウン子爵は1754年の総選挙でも無投票で再選した。
議会では1756年にヘッセン＝カッセル方伯領への援助条約（傭兵雇い入れ）に反対、1757年にミノルカ島陥落の調査委員会に関する採決で野党側に回った。1758年に陸軍中佐の名誉階級を与えられ、同年のサン・マロ襲撃と1759年のミンデンの戦いに参戦、後者で戦功を挙げた。1760年10月のクローステル・カンペンの戦いで負傷し、この負傷が原因となって同年12月26日に死去、ブランデンブルク＝プロイセン領デュースブルクで埋葬された。生涯未婚であり、弟ジョンが爵位を継承した。